# Vår Frue kirke, Trondheim

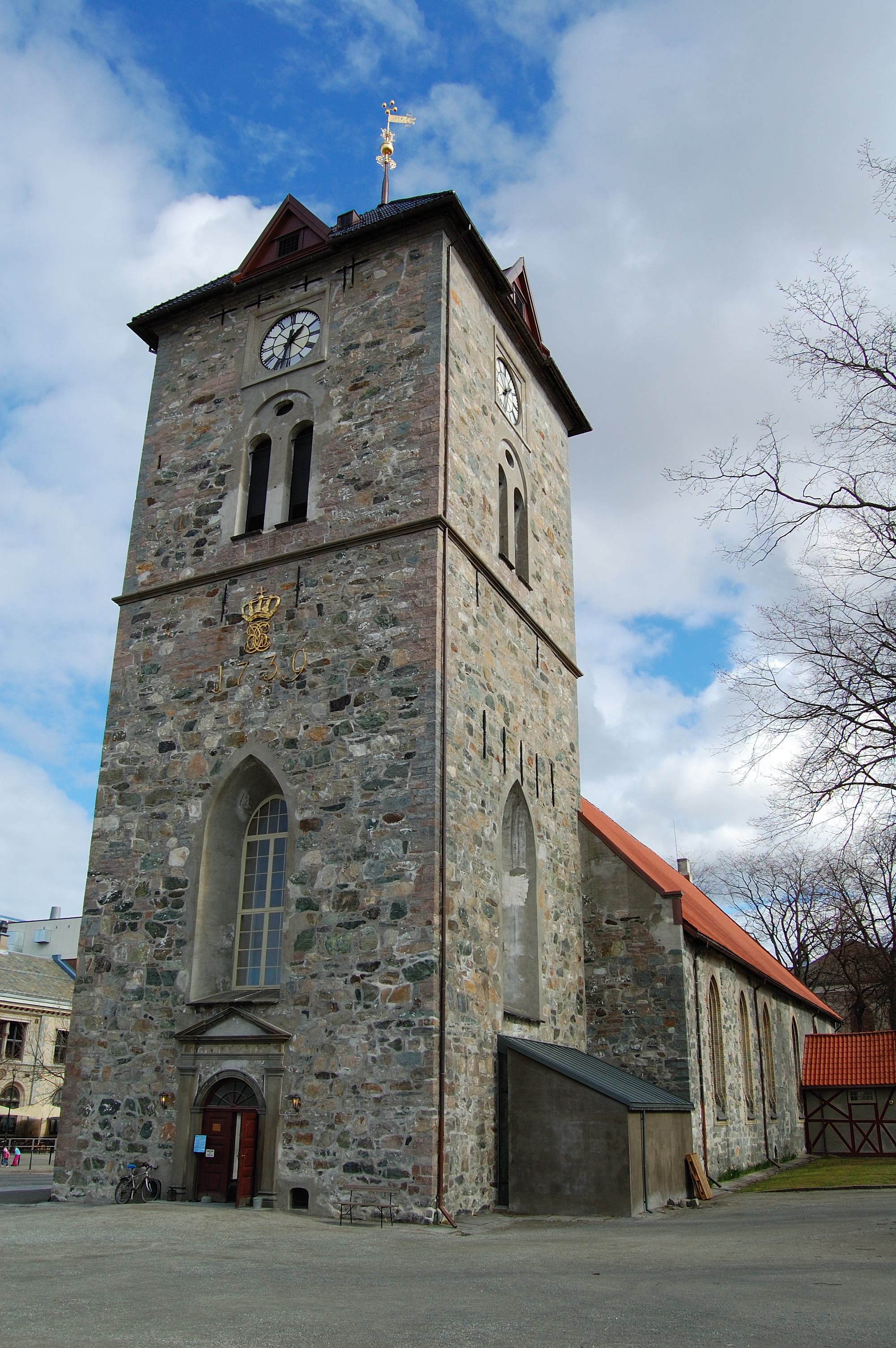
Vår Frue kirke i Trondheim (2009).

Vor Frue Kirke är en stenkyrka i Trondheim. 
Koret och östra hälften av långskeppet utgörs av den medeltida Mariakyrkan. Utöver Nidarosdomen är detta den enda kyrkan från medeltidsstaden som har överlevt fram till våra dagar. Sedan 1400-talet har kyrkan omtalats som Vår Frue kirke. Efter reformationen blev kyrkan kraftigt utvidgad åt väster, men murverket i de ursprungliga östliga delarna är mycket välbevarat. Dessa delar utgör den tredje största bevarade medeltidskyrkan i Norge.